# Țările de Jos la Jocurile Olimpice de vară din 2012
Țările de Jos la Jocurile Olimpice de vară din 2012 de la Londra, în perioada 27 iulie - 12 august 2012, a participat cu o delegație de 175 de sportivi care a concurat la 18 de sporturi. S-a aflat pe locul 13 în clasamentul pe medalii.
| Sport           | 1 | 2 | 3 | Total |
| Natație         | 2 | 1 | 1 | 4     |
| Navigație       | 1 | 1 | 1 | 3     |
| Hochei pe iarbă | 1 | 1 | 0 | 2     |
| Ciclism         | 1 | 0 | 2 | 3     |
| Gimnastică      | 1 | 0 | 0 | 1     |
| Echitație       | 0 | 3 | 1 | 4     |
| Judo            | 0 | 0 | 2 | 2     |
| Canotaj         | 0 | 0 | 1 | 1     |
| Total           | 6 | 6 | 8 | 20    |